# Mühlwärts
Mühlwarts is een dorp in de Duitse gemeente Unterbreizbach in  Thüringen. De gemeente maakt deel uit van het Wartburgkreis.  Het dorp wordt voor het eerst genoemd in een oorkonde uit 1569. In 1975 werd Mühlwarts samengevoegd met Sünna, dat vervolgens in 1996 opging in Unterbreizbach.